# Frauenwahlrecht in Zentralasien

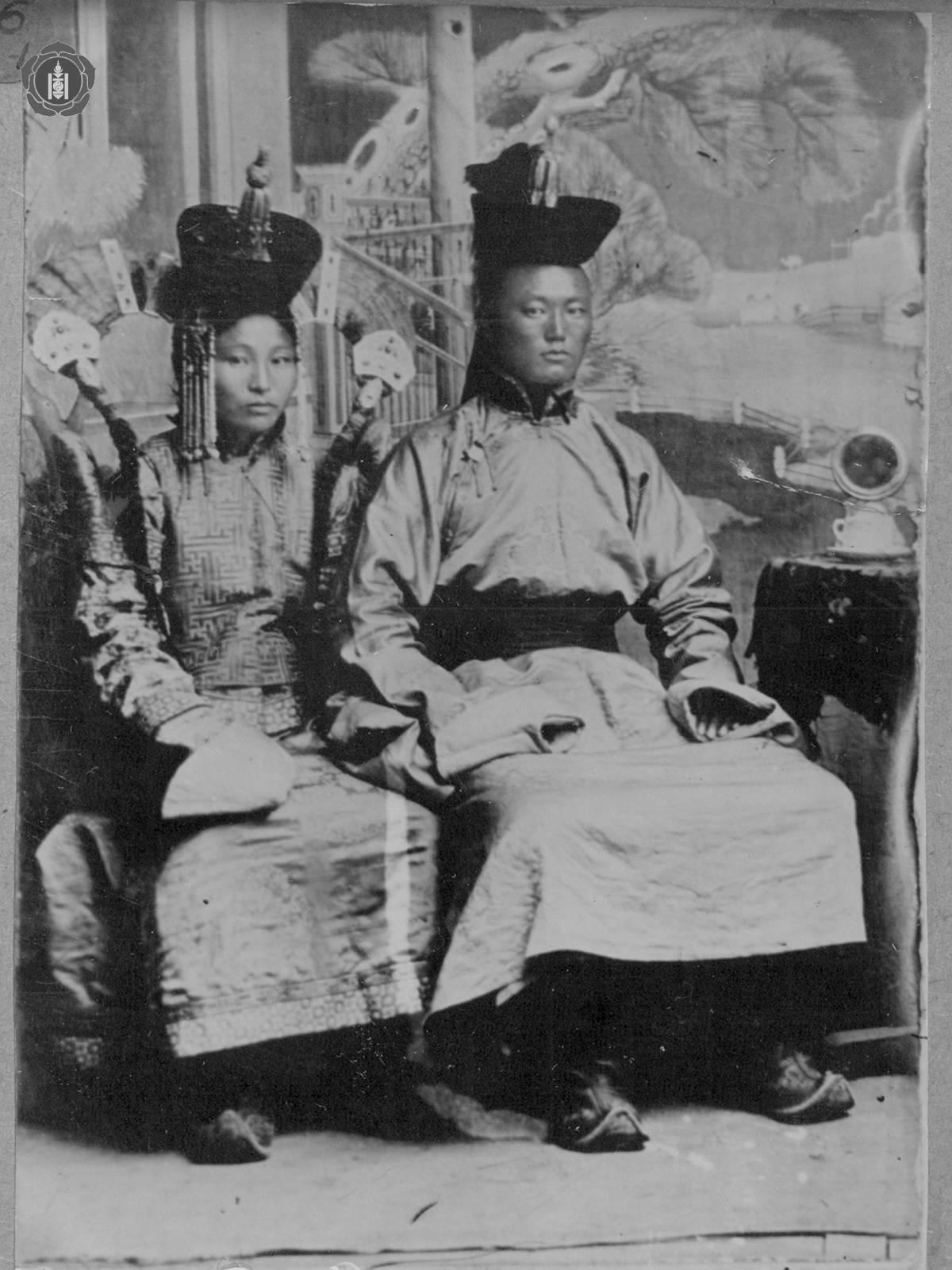
Süchbaataryn Jandschmaa, Staatspräsidentin der Mongolischen Volksrepublik 1923/1924, mit ihrem Ehemann Damdin Süchbaatar

Das Frauenwahlrecht in Zentralasien war in seinen Anfängen stark von der Geschichte der Sowjetunion bestimmt, da fast alle der hier behandelten Staaten ehemals Sowjetrepubliken waren. Der Artikel beschreibt die Verhältnisse in Zentralasien im engeren Sinne, also Kasachstan, Kirgisistan, Usbekistan, Tadschikistan und Turkmenistan sowie Armenien, Aserbaidschan, Georgien und der Mongolei.
Die erste moslemische Nation, in der Frauen ihre Stimme abgaben, war Aserbaidschan, nämlich bei den Parlamentswahlen 1918.

## Einzelne Staaten

### Armenien
Am 28. Mai 1918 erklärte Armenien seine Unabhängigkeit. Frauen über 25 Jahre erhielten das Wahlrecht. Unter der sowjetischen Verwaltung hatten ab dem 2. Februar 1921 Frauen das aktive und passive Wahlrecht. Diese Rechte wurden bei der Unabhängigkeit 1991 bestätigt.
Die erste Wahl einer Frau ins nationale Parlament erfolgte im Mai 1990; davor wurden armenische Frauen in den Armenischen Obersten Sowjet und den Oberster Sowjet der UdSSR gewählt. 1938 wurden 65 Frauen in den Armenischen Obersten Sowjet und den Obersten Sowjet der UdSSR gewählt.

### Aserbaidschan
Am 7. Dezember 1918 kam das erste Parlament Aserbaidschans in Baku zusammen. Die Wahl war auf der Basis des allgemeinen Wahlrechts erfolgt, sodass hier zum ersten Mal Frauen in einer moslemischen Nation ihre Stimme abgaben.
Das aktive und passive Frauenwahlrecht wurde unter sowjetischer Verwaltung beibehalten und bei der erneuten Unabhängigkeit 1991 bestätigt.
Abweichende Quellen nennen 1921, dies bezieht sich jedoch vermutlich auf den Nachfolgestaat Aserbaidschanische Sozialistische Sowjetrepublik.
Die erste Wahl einer Frau ins nationale Parlament, Maryam Hassanova, erfolgte im November 1991. Davor wurden aserbaidschanische Frauen in den Aserbaidschanischen Obersten Sowjet und den Oberster Sowjet der UdSSR gewählt. Eine andere Quelle nennt als Datum der ersten Wahl einer Frau ins Parlament den September 1990 und bezieht sich hier wohl auf diese Gremien.

### Georgien
Am 26. Mai 1918 erklärte Georgien seine Unabhängigkeit. Die Unabhängigkeitserklärung enthielt auch die Festlegung, dass Georgien all seinen Bürgern politische Rechte garantiere.
Artikel 1 des Gesetzes vom 22. November 1918 über die Wahlen zu gesetzgebenden Gremien, das Frauen das aktive und passive Wahlrecht garantierte, wurde vom Nationalen Rat und dem Ministerrat angenommen. Die Verfassung vom 21. Februar 1921 bestätigte dieses Recht in Artikel 4. Dies galt auch unter sowjetischer Verwaltung und wurde bei der Unabhängigkeit 1991 bestätigt. Der Oberste Sowjet der Sozialistischen Sowjetrepublik Georgien wurde das erste gesetzgebende Gremium Georgiens nach der Unabhängigkeit im April 1991. Davor wurden georgische Frauen in den Georgischen Obersten Sowjet und das Parlament der UdSSR gewählt.
Im Oktober 1990 wurden 17 Frauen ins nationale Parlament gewählt. Der Oberste Sowjet der Sozialistischen Sowjetrepublik Georgien wurde das erste Gesetzgebungsgremium Georgiens.

### Kasachstan
Das aktive und passive Frauenwahlrecht wurde mit der ersten Verfassung der UdSSR am 31. Januar 1924 anerkannt und am 28. Januar 1993 mit der Verfassung des unabhängigen Kasachstan anerkannt.
Im März 1990 wurden 24 Frauen in den Obersten Sowjet gewählt. Dieser wurde die erste gesetzgebende Versammlung, nachdem Kasachstan im Dezember 1991 unabhängig geworden war. Davor wurden kasachische Frauen in den Kasachischen Obersten Sowjet und den Obersten Sowjet der UdSSR gewählt.

### Kirgisistan
Aktives und passives Frauenwahlrecht wurden im Juni 1918 eingeführt.
1995 wurde Scharipa Sadybakasowa als erste Frau nach der Unabhängigkeit ins Unterhaus des nationalen Parlaments gewählt. Ins Oberhaus wurden 1995 vier Frauen gewählt. Vor der Unabhängigkeit wurden kirgisische Frauen in den Kirgisischen Obersten Sowjet und den Obersten Sowjet der UdSSR gewählt. Der 1990 gewählte Oberste Sowjet, in dem auch mindestens eine Frau saß, wurde das erste gesetzgebende Gremium, als das Land im Dezember 1991 unabhängig wurde.

### Mongolei
1911 wurde das Land unabhängig. Am 1. November 1924 erhielten Frauen das allgemeine aktive und passive Wahlrecht.

### Tadschikistan
1924, unter sowjetischer Verwaltung, erhielten Frauen das aktive und passive Wahlrecht. Bei der Unabhängigkeit des Landes am 9. September 1991 wurden diese Rechte bestätigt.
Nach den Ergebnissen der Parlamentswahl vom Februar 1991 waren unter den 181 Parlamentsabgeordneten fünf Frauen. Davor waren tadschikische Frauen bereits in den Obersten Sowjet der Sozialistischen Republik Tadschikistan und zum Parlament der sowjetischen Frauen gewählt worden.

### Turkmenistan
Unter sowjetischer Verwaltung erhielten Frauen 1927 das aktive und passive Wahlrecht. Dieses Recht wurde bei der Unabhängigkeit am 27. Oktober 1990 bestätigt. Die ersten allgemeinen Wahlen des unabhängigen Staates fanden im Dezember 1994 statt.
Nach der Parlamentswahl vom Januar 1990 saßen unter den 175 Abgeordneten acht Frauen. Davor waren Frauen bereits in den Obersten Sowjet der Sozialistischen Sowjetrepublik Turkmenistan und in das Parlament der Sowjetunion gewählt worden.

### Usbekistan
Das aktive und passive Frauenwahlrecht wurde 1938 eingeführt.
1995 wurde Buritosh Shodieva als erste Frau nach der Unabhängigkeit ins nationale Parlament gewählt. Davor wurden usbekische Frauen in den Obersten Sowjet der sozialistischen Sowjetrepublik Usbekistan und das Parlament der Sowjetunion gewählt.